# Holzhof (Solingen)
Holzhof ist eine Hofschaft im Südwesten der bergischen Großstadt Solingen. 

## Lage und Beschreibung
Die nur wenige Häuser zählende Hofschaft Holzhof befindet sich im Solinger Stadtteil Aufderhöhe. Sie liegt an einem Talhang der von den Aufderhöher Wohngebieten rund um den Busbahnhof zum Nacker Bach hin abfallenden Gebiete auf etwa 125 Metern über NHN. Zu erreichen ist der Ort über eine Stichstraße von der Gillicher Straße aus, die den Namens des Ortes trägt. Von der Hofschaft aus führt zudem ein Wanderweg zur östlich gelegenen Leichlinger Straße, die in die Nachbarstadt Leichlingen führt. Das direkte Umfeld des Ortes ist noch immer landwirtschaftlich geprägt. 
Benachbarte Orte sind bzw. waren (von Nord nach West): Schlagbaum, Hensberg, Gillicher Dahl, Kohlsberg, Schirpenbruch, Oelmühle, Eickenberg, Gillich, Josefstal und Aufderhöhe.

## Etymologie
Laut Hans Brangs handelt es sich bei dem Namen um einen Hof, der im oder am Holz (= Wald) liegt. Zu unterscheiden sei der Name von dem Wort Hölterhof.

## Geschichte
Holzhof ist seit dem 15. Jahrhundert nachweisbar, die erste urkundliche Erwähnung erfolgte im Jahre 1488 als Hoitzdaill.:1 In der Karte Topographia Ducatus Montani, Blatt Amt Solingen, von Erich Philipp Ploennies aus dem Jahre 1715 ist der Ort nicht entzifferbar verzeichnet. Holzhof wurde in den Ortsregistern der Honschaft Höhscheid innerhalb des Amtes Solingen geführt. Die Topographische Aufnahme der Rheinlande von 1824 verzeichnet den Ort ebenfalls unentzifferbar südlich des Ortes Dahl. Die Preußische Uraufnahme von 1844 verzeichnet den Ort als Holzhof, in der Topographischen Karte des Regierungsbezirks Düsseldorf von 1871 ist der Ort ebenfalls als Holzhof verzeichnet.
Nach Gründung der Mairien und späteren Bürgermeistereien Anfang des 19. Jahrhunderts gehörte der Ort zur Bürgermeisterei Höhscheid, die 1856 zur Stadt erhoben wurde und lag dort in der Flur VII. Höhe.
1815/16 lebten 26, im Jahr 1830 30 Menschen im als Weiler bezeichneten Wohnplatz. 1832 war der Ort weiterhin Teil der Honschaft Höhscheid innerhalb der Bürgermeisterei Höhscheid, dort lag er in der Flur VII. Höhe. Der nach der Statistik und Topographie des Regierungsbezirks Düsseldorf als Hofstadt kategorisierte Ort besaß zu dieser Zeit drei Wohnhäuser und drei landwirtschaftliche Gebäude. Zu dieser Zeit lebten 25 Einwohner im Ort, davon sechs katholischen und 19 evangelischen Bekenntnisses. Die Gemeinde- und Gutbezirksstatistik der Rheinprovinz führt den Ort 1871 mit vier Wohnhäuser und 40 Einwohnern auf. Im Gemeindelexikon für die Provinz Rheinland von 1888 werden sieben Wohnhäuser mit 48 Einwohnern angegeben. 1895 besitzt der Ortsteil acht Wohnhäuser mit 42 Einwohnern und gehörte zum evangelischen Kirchspiel Rupelrath, 1905 zählt der Ort fünf Wohnhäuser mit 34 Einwohnern.
Mit der Städtevereinigung zu Groß-Solingen im Jahre 1929 wurde Holzhof ein Ortsteil Solingens. Das bis in die 1950er Jahre nur dünn besiedelte Aufderhöher Siedlungsgebiet nördlich von Holzhof wurde rund um die neu angelegte Siebengebirgs- und Petersbergstraße in der ersten Hälfte der 1970er Jahre vorwiegend durch Einfamilienhäuser bebaut. Holzhof selbst blieb aufgrund seiner topographischen Lage von weiterer baulicher Verdichtung verschont. Seit dem 8. Dezember 1986 stehen von den historischen Fachwerkhäusern im Ort die Doppelhäuser Holzhof 24, 26 sowie 28, 30 unter Denkmalschutz.